# 卡尔门
卡尔门（Karlstor）是慕尼黑老城西侧的城门。位于老城区东西向干道Neuhauser大街的西端，繁忙的卡尔广场，将老城与路德维希郊区（Ludwigsvorstadt）分开。卡尔门、伊萨尔门和森德灵门是该市三个幸存的城门之一。 
卡尔门是1285年至1347年修建的慕尼黑第二城墙的一部分。1857年储存的火药爆炸，使得主塔受损，不得不拆除。两个侧塔得到重建。卡尔门在第二次世界大战中严重受损，重建时有所简化。 